# Ру дьо Пари
Ру дьо Пари (на френски: Roue de Paris) или Парижкото виенско колело е 60-метрово виенско колело, издигнато по случай празненствата за настъпването на 2000 г.
Основата му е резервоар от 40 000 литра вода за стабилност. Дизайнът е на Марсел Кампион. След приключване на празненствата се намира известно време на площад Конкорд, след което през 2004 г. е преместено в Манчестър, Англия, през 2005 г. - в Амстердам, а през 2006 г. - в Бангкок. Завръща се във Франция през 2009 г.